# Paris-Nice 2001
Paris-Nice 2001 est la 59e édition de Paris-Nice. La course cycliste a lieu entre le 11 au 18 mars 2001. La course est remportée par l'Italien Dario Frigo de l'équipe Fassa Bortolo devant son coéquipier Raimondas Rumšas et Peter Van Petegem (Mercury-Viatel).

## Présentation

### Équipes
20 équipes participent à cette édition de Paris-Nice. On retrouve seize équipes de 1re division et quatre équipes de deuxième division :
| Groupes sportifs I (16)- Deutsche Telekom - iBanesto.com - Kelme-Costa Blanca - Crédit agricole - CSC-World Online - Fassa Bortolo - Lotto-Adecco - Mapei-Quick Step - Cofidis-Le Crédit par Téléphone - Festina - Saeco - Coast-Buffalo - Euskaltel-Euskadi - Domo-Farm Frites-Latexco - Mercury-Viatel - ONCE-Eroski Groupes sportifs II (7)- Jean Delatour - Bonjour - AG2R Prévoyance - La Française des jeux - BigMat-Auber 93 - Phonak Hearing Systems - Gerolsteiner |
| |

## Étapes
| Étape     | Date    | Villes étapes                           | type                     | Distance (km) | Vainqueur d'étape | Leader du classement général |
| --------- | ------- | --------------------------------------- | ------------------------ | ------------- | ----------------- | ---------------------------- |
| Prologue  | 11 mars | Nevers – Nevers                         | prologue                 | 6,2           | Nico Mattan       | Nico Mattan                  |
| 1re étape | 12 mars | Saint-Amand-Montrond – Clermont-Ferrand | étape de plaine          | 189,2         | Fabien De Waele   | Nico Mattan                  |
| 2e étape  | 13 mars | Clermont-Ferrand – Saint-Étienne        | étape vallonnée          | 195,4         | Peter Van Petegem | Peter Van Petegem            |
| 3e étape  | 14 mars | Saint-Étienne – Villeneuve-lès-Avignon  | étape de plaine          | 217,9         | Jans Koerts       | Peter Van Petegem            |
| 4e étape  | 15 mars | Tarascon – Sisteron                     | étape vallonnée          | 195,6         | Alex Zülle        | Peter Van Petegem            |
| 5e étape  | 16 mars | Berre-l'Étang – Saint-Raphaël           | étape vallonnée          | 240,3         | Piotr Wadecki     | Peter Van Petegem            |
| 6e étape  | 17 mars | Nice – col d'Èze                        | contre-la-montre en côte | 10            | Dario Frigo       | Dario Frigo                  |
| 7e étape  | 18 mars | Nice – Nice                             | étape vallonnée          | 157,1         | Fabrizio Guidi    | Dario Frigo                  |

## Classement par étapes

### Prologue
La première étape de cette édition se déroule sous la forme d'un contre-la-montre individuel de 6,2 kilomètres autour de la ville de Nevers.
| \| Classement de l'étape \| Classement de l'étape \| Classement de l'étape \| Classement de l'étape \| Classement de l'étape \| \| Coureur \| Coureur \| Pays \| Équipe \| Temps \| \| --------------------- \| --------------------- \| --------------------- \| ------------------------------- \| --------------------- \| \| 1er \| Nico Mattan \| Belgique \| Cofidis-Le Crédit par Téléphone \| 7 min 48 s \| \| 2e \| David Millar \| Royaume-Uni \| Cofidis-Le Crédit par Téléphone \| + 8 s \| \| 3e \| Florent Brard \| France \| Festina \| + 9 s \| \| 4e \| Philippe Gaumont \| France \| Cofidis-Le Crédit par Téléphone \| + 9 s \| \| 5e \| Peter Van Petegem \| Belgique \| Mercury-Viatel \| + 11 s \| \| 6e \| Laurent Brochard \| France \| Jean Delatour \| + 12 s \| \| 7e \| Jörg Jaksche \| Allemagne \| ONCE-Eroski \| + 12 s \| \| 8e \| Frédéric Finot \| France \| Crédit Agricole \| + 12 s \| \| 9e \| Stuart O'Grady \| Australie \| Crédit Agricole \| + 13 s \| \| 10e \| Thor Hushovd \| Norvège \| Crédit Agricole \| + 15 s \| |                   |             |                                 |            |
| |                   |             |                                 |            |
| |                   |             |                                 |            |
| Classement de l'étape |                   |             |                                 |            |
| Coureur | Coureur           | Pays        | Équipe                          | Temps      |
| 1er | Nico Mattan       | Belgique    | Cofidis-Le Crédit par Téléphone | 7 min 48 s |
| 2e | David Millar      | Royaume-Uni | Cofidis-Le Crédit par Téléphone | + 8 s      |
| 3e | Florent Brard     | France      | Festina                         | + 9 s      |
| 4e | Philippe Gaumont  | France      | Cofidis-Le Crédit par Téléphone | + 9 s      |
| 5e | Peter Van Petegem | Belgique    | Mercury-Viatel                  | + 11 s     |
| 6e | Laurent Brochard  | France      | Jean Delatour                   | + 12 s     |
| 7e | Jörg Jaksche      | Allemagne   | ONCE-Eroski                     | + 12 s     |
| 8e | Frédéric Finot    | France      | Crédit Agricole                 | + 12 s     |
| 9e | Stuart O'Grady    | Australie   | Crédit Agricole                 | + 13 s     |
| 10e | Thor Hushovd      | Norvège     | Crédit Agricole                 | + 15 s     |

| \| Classement général \| Classement général \| Classement général \| Classement général \| Classement général \| \| Coureur \| Coureur \| Pays \| Équipe \| Temps \| \| ------------------ \| ------------------ \| ------------------ \| ------------------------------- \| ------------------ \| \| 1er \| Nico Mattan \| Belgique \| Cofidis-Le Crédit par Téléphone \| 7 min 48 s \| \| 2e \| David Millar \| Royaume-Uni \| Cofidis-Le Crédit par Téléphone \| + 8 s \| \| 3e \| Florent Brard \| France \| Festina \| + 9 s \| \| 4e \| Philippe Gaumont \| France \| Cofidis-Le Crédit par Téléphone \| + 9 s \| \| 5e \| Peter Van Petegem \| Belgique \| Mercury-Viatel \| + 11 s \| \| 6e \| Laurent Brochard \| France \| Jean Delatour \| + 12 s \| \| 7e \| Jörg Jaksche \| Allemagne \| ONCE-Eroski \| + 12 s \| \| 8e \| Frédéric Finot \| France \| Crédit Agricole \| + 12 s \| \| 9e \| Stuart O'Grady \| Australie \| Crédit Agricole \| + 13 s \| \| 10e \| Thor Hushovd \| Norvège \| Crédit Agricole \| + 15 s \| |                   |             |                                 |            |
| |                   |             |                                 |            |
| |                   |             |                                 |            |
| Classement général |                   |             |                                 |            |
| Coureur | Coureur           | Pays        | Équipe                          | Temps      |
| 1er | Nico Mattan       | Belgique    | Cofidis-Le Crédit par Téléphone | 7 min 48 s |
| 2e | David Millar      | Royaume-Uni | Cofidis-Le Crédit par Téléphone | + 8 s      |
| 3e | Florent Brard     | France      | Festina                         | + 9 s      |
| 4e | Philippe Gaumont  | France      | Cofidis-Le Crédit par Téléphone | + 9 s      |
| 5e | Peter Van Petegem | Belgique    | Mercury-Viatel                  | + 11 s     |
| 6e | Laurent Brochard  | France      | Jean Delatour                   | + 12 s     |
| 7e | Jörg Jaksche      | Allemagne   | ONCE-Eroski                     | + 12 s     |
| 8e | Frédéric Finot    | France      | Crédit Agricole                 | + 12 s     |
| 9e | Stuart O'Grady    | Australie   | Crédit Agricole                 | + 13 s     |
| 10e | Thor Hushovd      | Norvège     | Crédit Agricole                 | + 15 s     |

### 1reétape
La première étape en ligne de cette édition se déroule entre la ville de Saint-Amand-Montrond dans le département du Cher et celle de Clermont-Ferrand dans le département du Puy-de-Dôme sur une distance de 189.2 kilomètres.
| \| Classement de l'étape \| Classement de l'étape \| Classement de l'étape \| Classement de l'étape \| Classement de l'étape \| \| Coureur \| Coureur \| Pays \| Équipe \| Temps \| \| --------------------- \| --------------------- \| --------------------- \| ------------------------------- \| --------------------- \| \| 1er \| Fabien De Waele \| Belgique \| Lotto-Adecco \| 5 h 20 min 53 s \| \| 2e \| Stuart O'Grady \| Australie \| Crédit Agricole \| + 0 s \| \| 3e \| Danilo Hondo \| Allemagne \| Deutsche Telekom \| + 0 s \| \| 4e \| Ludovic Capelle \| Belgique \| AG2R Prévoyance \| + 0 s \| \| 5e \| Stéphane Heulot \| France \| BigMat-Auber 93 \| + 0 s \| \| 6e \| Bert Grabsch \| Allemagne \| Phonak Hearing Systems \| + 0 s \| \| 7e \| Nico Mattan \| Belgique \| Cofidis-Le Crédit par Téléphone \| + 0 s \| \| 8e \| Arvis Piziks \| Lettonie \| CSC-World Online \| + 0 s \| \| 9e \| Emmanuel Magnien \| France \| La Française des jeux \| + 0 s \| \| 10e \| Raphaël Jeune \| France \| CSC-World Online \| + 0 s \| |                  |           |                                 |                 |
| |                  |           |                                 |                 |
| |                  |           |                                 |                 |
| Classement de l'étape |                  |           |                                 |                 |
| Coureur | Coureur          | Pays      | Équipe                          | Temps           |
| 1er | Fabien De Waele  | Belgique  | Lotto-Adecco                    | 5 h 20 min 53 s |
| 2e | Stuart O'Grady   | Australie | Crédit Agricole                 | + 0 s           |
| 3e | Danilo Hondo     | Allemagne | Deutsche Telekom                | + 0 s           |
| 4e | Ludovic Capelle  | Belgique  | AG2R Prévoyance                 | + 0 s           |
| 5e | Stéphane Heulot  | France    | BigMat-Auber 93                 | + 0 s           |
| 6e | Bert Grabsch     | Allemagne | Phonak Hearing Systems          | + 0 s           |
| 7e | Nico Mattan      | Belgique  | Cofidis-Le Crédit par Téléphone | + 0 s           |
| 8e | Arvis Piziks     | Lettonie  | CSC-World Online                | + 0 s           |
| 9e | Emmanuel Magnien | France    | La Française des jeux           | + 0 s           |
| 10e | Raphaël Jeune    | France    | CSC-World Online                | + 0 s           |

| \| Classement général \| Classement général \| Classement général \| Classement général \| Classement général \| \| Coureur \| Coureur \| Pays \| Équipe \| Temps \| \| ------------------ \| ------------------ \| ------------------ \| ------------------------------- \| ------------------ \| \| 1er \| Nico Mattan \| Belgique \| Cofidis-Le Crédit par Téléphone \| 5 h 28 min 41 s \| \| 2e \| Stuart O'Grady \| Australie \| Crédit Agricole \| + 7 s \| \| 3e \| David Millar \| Royaume-Uni \| Cofidis-Le Crédit par Téléphone \| + 8 s \| \| 4e \| Florent Brard \| France \| Festina \| + 9 s \| \| 5e \| Peter Van Petegem \| Belgique \| Mercury-Viatel \| + 11 s \| \| 6e \| Jörg Jaksche \| Allemagne \| ONCE-Eroski \| + 12 s \| \| 7e \| Thor Hushovd \| Norvège \| Crédit Agricole \| + 15 s \| \| 8e \| Raimondas Rumšas \| Lituanie \| Fassa Bortolo \| + 16 s \| \| 9e \| Didier Rous \| France \| Bonjour \| + 19 s \| \| 10e \| Emmanuel Magnien \| France \| La Française des jeux \| + 20 s \| |                   |             |                                 |                 |
| |                   |             |                                 |                 |
| |                   |             |                                 |                 |
| Classement général |                   |             |                                 |                 |
| Coureur | Coureur           | Pays        | Équipe                          | Temps           |
| 1er | Nico Mattan       | Belgique    | Cofidis-Le Crédit par Téléphone | 5 h 28 min 41 s |
| 2e | Stuart O'Grady    | Australie   | Crédit Agricole                 | + 7 s           |
| 3e | David Millar      | Royaume-Uni | Cofidis-Le Crédit par Téléphone | + 8 s           |
| 4e | Florent Brard     | France      | Festina                         | + 9 s           |
| 5e | Peter Van Petegem | Belgique    | Mercury-Viatel                  | + 11 s          |
| 6e | Jörg Jaksche      | Allemagne   | ONCE-Eroski                     | + 12 s          |
| 7e | Thor Hushovd      | Norvège     | Crédit Agricole                 | + 15 s          |
| 8e | Raimondas Rumšas  | Lituanie    | Fassa Bortolo                   | + 16 s          |
| 9e | Didier Rous       | France      | Bonjour                         | + 19 s          |
| 10e | Emmanuel Magnien  | France      | La Française des jeux           | + 20 s          |

### 2eétape
La deuxième étape est tracée entre Clermont-Ferrand (Puy-de-Dôme) et la ville de Saint-Étienne (Loire), sur une distance de 203.7 kilomètres.
| \| Classement de l'étape \| Classement de l'étape \| Classement de l'étape \| Classement de l'étape \| Classement de l'étape \| \| Coureur \| Coureur \| Pays \| Équipe \| Temps \| \| --------------------- \| --------------------- \| --------------------- \| ------------------------ \| --------------------- \| \| 1er \| Peter Van Petegem \| Belgique \| Mercury-Viatel \| 5 h 00 min 53 s \| \| 2e \| Alexandre Vinokourov \| Kazakhstan \| Deutsche Telekom \| + 0 s \| \| 3e \| Dario Frigo \| Italie \| Fassa Bortolo \| + 0 s \| \| 4e \| Michele Bartoli \| Italie \| Mapei-Quick Step \| + 0 s \| \| 5e \| Andreï Tchmil \| Belgique \| Lotto-Adecco \| + 0 s \| \| 6e \| Francisco Mancebo \| Espagne \| iBanesto.com \| + 0 s \| \| 7e \| Laurent Dufaux \| Suisse \| Saeco \| + 0 s \| \| 8e \| Dave Bruylandts \| Belgique \| Domo-Farm Frites-Latexco \| + 0 s \| \| 9e \| Raimondas Rumšas \| Lituanie \| Fassa Bortolo \| + 0 s \| \| 10e \| Jörg Jaksche \| Allemagne \| ONCE-Eroski \| + 0 s \| |                      |            |                          |                 |
| |                      |            |                          |                 |
| |                      |            |                          |                 |
| Classement de l'étape |                      |            |                          |                 |
| Coureur | Coureur              | Pays       | Équipe                   | Temps           |
| 1er | Peter Van Petegem    | Belgique   | Mercury-Viatel           | 5 h 00 min 53 s |
| 2e | Alexandre Vinokourov | Kazakhstan | Deutsche Telekom         | + 0 s           |
| 3e | Dario Frigo          | Italie     | Fassa Bortolo            | + 0 s           |
| 4e | Michele Bartoli      | Italie     | Mapei-Quick Step         | + 0 s           |
| 5e | Andreï Tchmil        | Belgique   | Lotto-Adecco             | + 0 s           |
| 6e | Francisco Mancebo    | Espagne    | iBanesto.com             | + 0 s           |
| 7e | Laurent Dufaux       | Suisse     | Saeco                    | + 0 s           |
| 8e | Dave Bruylandts      | Belgique   | Domo-Farm Frites-Latexco | + 0 s           |
| 9e | Raimondas Rumšas     | Lituanie   | Fassa Bortolo            | + 0 s           |
| 10e | Jörg Jaksche         | Allemagne  | ONCE-Eroski              | + 0 s           |

| \| Classement général \| Classement général \| Classement général \| Classement général \| Classement général \| \| Coureur \| Coureur \| Pays \| Équipe \| Temps \| \| ------------------ \| -------------------- \| ------------------ \| ------------------------------- \| ------------------ \| \| 1er \| Peter Van Petegem \| Belgique \| Mercury-Viatel \| 10 h 29 min 35 s \| \| 2e \| Jörg Jaksche \| Allemagne \| ONCE-Eroski \| + 11 s \| \| 3e \| Raimondas Rumšas \| Lituanie \| Fassa Bortolo \| + 15 s \| \| 4e \| Dario Frigo \| Italie \| Fassa Bortolo \| + 16 s \| \| 5e \| Andreï Tchmil \| Belgique \| Lotto-Adecco \| + 27 s \| \| 6e \| Mario Aerts \| Belgique \| Lotto-Adecco \| + 29 s \| \| 7e \| David Moncoutié \| France \| Cofidis-Le Crédit par Téléphone \| + 29 s \| \| 8e \| Alexandre Vinokourov \| Kazakhstan \| Deutsche Telekom \| + 33 s \| \| 9e \| Laurent Dufaux \| Suisse \| Saeco \| + 33 s \| \| 10e \| Patrice Halgand \| France \| Jean Delatour \| + 36 s \| |                      |            |                                 |                  |
| |                      |            |                                 |                  |
| |                      |            |                                 |                  |
| Classement général |                      |            |                                 |                  |
| Coureur | Coureur              | Pays       | Équipe                          | Temps            |
| 1er | Peter Van Petegem    | Belgique   | Mercury-Viatel                  | 10 h 29 min 35 s |
| 2e | Jörg Jaksche         | Allemagne  | ONCE-Eroski                     | + 11 s           |
| 3e | Raimondas Rumšas     | Lituanie   | Fassa Bortolo                   | + 15 s           |
| 4e | Dario Frigo          | Italie     | Fassa Bortolo                   | + 16 s           |
| 5e | Andreï Tchmil        | Belgique   | Lotto-Adecco                    | + 27 s           |
| 6e | Mario Aerts          | Belgique   | Lotto-Adecco                    | + 29 s           |
| 7e | David Moncoutié      | France     | Cofidis-Le Crédit par Téléphone | + 29 s           |
| 8e | Alexandre Vinokourov | Kazakhstan | Deutsche Telekom                | + 33 s           |
| 9e | Laurent Dufaux       | Suisse     | Saeco                           | + 33 s           |
| 10e | Patrice Halgand      | France     | Jean Delatour                   | + 36 s           |

### 3eétape
La troisième étape de cette édition se déroule entre les villes de Saint-Étienne située dans le département de la Loire et de Villeneuve-lès-Avignon (Gard) sur une distance de 217,9 kilomètres.
| \| Classement de l'étape \| Classement de l'étape \| Classement de l'étape \| Classement de l'étape \| Classement de l'étape \| \| Coureur \| Coureur \| Pays \| Équipe \| Temps \| \| --------------------- \| --------------------- \| --------------------- \| ------------------------------- \| --------------------- \| \| 1er \| Jans Koerts \| Pays-Bas \| Mercury-Viatel \| 4 h 43 min 28 s \| \| 2e \| Jean-Patrick Nazon \| France \| La Française des jeux \| + 0 s \| \| 3e \| Danilo Hondo \| Allemagne \| Deutsche Telekom \| + 0 s \| \| 4e \| Damien Nazon \| France \| Bonjour \| + 0 s \| \| 5e \| Jo Planckaert \| Belgique \| Cofidis-Le Crédit par Téléphone \| + 0 s \| \| 6e \| Fabrizio Guidi \| Italie \| Mercury-Viatel \| + 0 s \| \| 7e \| Oscar Cavagnis \| Italie \| Saeco \| + 0 s \| \| 8e \| Christophe Capelle \| France \| BigMat-Auber 93 \| + 0 s \| \| 9e \| Lauri Aus \| Estonie \| AG2R Prévoyance \| + 0 s \| \| 10e \| Stephan Schreck \| Allemagne \| Deutsche Telekom \| + 0 s \| |                    |           |                                 |                 |
| |                    |           |                                 |                 |
| |                    |           |                                 |                 |
| Classement de l'étape |                    |           |                                 |                 |
| Coureur | Coureur            | Pays      | Équipe                          | Temps           |
| 1er | Jans Koerts        | Pays-Bas  | Mercury-Viatel                  | 4 h 43 min 28 s |
| 2e | Jean-Patrick Nazon | France    | La Française des jeux           | + 0 s           |
| 3e | Danilo Hondo       | Allemagne | Deutsche Telekom                | + 0 s           |
| 4e | Damien Nazon       | France    | Bonjour                         | + 0 s           |
| 5e | Jo Planckaert      | Belgique  | Cofidis-Le Crédit par Téléphone | + 0 s           |
| 6e | Fabrizio Guidi     | Italie    | Mercury-Viatel                  | + 0 s           |
| 7e | Oscar Cavagnis     | Italie    | Saeco                           | + 0 s           |
| 8e | Christophe Capelle | France    | BigMat-Auber 93                 | + 0 s           |
| 9e | Lauri Aus          | Estonie   | AG2R Prévoyance                 | + 0 s           |
| 10e | Stephan Schreck    | Allemagne | Deutsche Telekom                | + 0 s           |

| \| Classement général \| Classement général \| Classement général \| Classement général \| Classement général \| \| Coureur \| Coureur \| Pays \| Équipe \| Temps \| \| ------------------ \| -------------------- \| ------------------ \| ------------------------------- \| ------------------ \| \| 1er \| Peter Van Petegem \| Belgique \| Mercury-Viatel \| 15 h 13 min 03 s \| \| 2e \| Jörg Jaksche \| Allemagne \| ONCE-Eroski \| + 11 s \| \| 3e \| Raimondas Rumšas \| Lituanie \| Fassa Bortolo \| + 15 s \| \| 4e \| Dario Frigo \| Italie \| Fassa Bortolo \| + 16 s \| \| 5e \| Andreï Tchmil \| Belgique \| Lotto-Adecco \| + 27 s \| \| 6e \| Mario Aerts \| Belgique \| Lotto-Adecco \| + 29 s \| \| 7e \| David Moncoutié \| France \| Cofidis-Le Crédit par Téléphone \| + 29 s \| \| 8e \| Alexandre Vinokourov \| Kazakhstan \| Deutsche Telekom \| + 33 s \| \| 9e \| Laurent Dufaux \| Suisse \| Saeco \| + 33 s \| \| 10e \| Patrice Halgand \| France \| Jean Delatour \| + 36 s \| |                      |            |                                 |                  |
| |                      |            |                                 |                  |
| |                      |            |                                 |                  |
| Classement général |                      |            |                                 |                  |
| Coureur | Coureur              | Pays       | Équipe                          | Temps            |
| 1er | Peter Van Petegem    | Belgique   | Mercury-Viatel                  | 15 h 13 min 03 s |
| 2e | Jörg Jaksche         | Allemagne  | ONCE-Eroski                     | + 11 s           |
| 3e | Raimondas Rumšas     | Lituanie   | Fassa Bortolo                   | + 15 s           |
| 4e | Dario Frigo          | Italie     | Fassa Bortolo                   | + 16 s           |
| 5e | Andreï Tchmil        | Belgique   | Lotto-Adecco                    | + 27 s           |
| 6e | Mario Aerts          | Belgique   | Lotto-Adecco                    | + 29 s           |
| 7e | David Moncoutié      | France     | Cofidis-Le Crédit par Téléphone | + 29 s           |
| 8e | Alexandre Vinokourov | Kazakhstan | Deutsche Telekom                | + 33 s           |
| 9e | Laurent Dufaux       | Suisse     | Saeco                           | + 33 s           |
| 10e | Patrice Halgand      | France     | Jean Delatour                   | + 36 s           |

### 4eétape
La 4e étape est tracée entre la ville de Tarascon (Bouches-du-Rhône) (Bouches-du-Rhône) et celle de Sisteron (Alpes-de-Haute-Provence) sur une distance de 195.6 kilomètres.
| \| Classement de l'étape \| Classement de l'étape \| Classement de l'étape \| Classement de l'étape \| Classement de l'étape \| \| Coureur \| Coureur \| Pays \| Équipe \| Temps \| \| --------------------- \| --------------------- \| --------------------- \| --------------------- \| --------------------- \| \| 1er \| Alex Zülle \| Suisse \| Team Coast-Buffalo \| 4 h 55 min 10 s \| \| 2e \| José Azevedo \| Portugal \| ONCE-Eroski \| + 0 s \| \| 3e \| Tristan Hoffman \| Pays-Bas \| CSC-World Online \| + 4 s \| \| 4e \| Peter Van Petegem \| Belgique \| Mercury-Viatel \| + 4 s \| \| 5e \| Andreï Tchmil \| Belgique \| Lotto-Adecco \| + 4 s \| \| 6e \| Fabien De Waele \| Belgique \| Lotto-Adecco \| + 4 s \| \| 7e \| Emmanuel Magnien \| France \| La Française des jeux \| + 4 s \| \| 8e \| François Simon \| France \| Bonjour \| + 4 s \| \| 9e \| Stuart O'Grady \| Australie \| Crédit Agricole \| + 4 s \| \| 10e \| Dariusz Baranowski \| Pologne \| iBanesto.com \| + 4 s \| |                    |           |                       |                 |
| |                    |           |                       |                 |
| |                    |           |                       |                 |
| Classement de l'étape |                    |           |                       |                 |
| Coureur | Coureur            | Pays      | Équipe                | Temps           |
| 1er | Alex Zülle         | Suisse    | Team Coast-Buffalo    | 4 h 55 min 10 s |
| 2e | José Azevedo       | Portugal  | ONCE-Eroski           | + 0 s           |
| 3e | Tristan Hoffman    | Pays-Bas  | CSC-World Online      | + 4 s           |
| 4e | Peter Van Petegem  | Belgique  | Mercury-Viatel        | + 4 s           |
| 5e | Andreï Tchmil      | Belgique  | Lotto-Adecco          | + 4 s           |
| 6e | Fabien De Waele    | Belgique  | Lotto-Adecco          | + 4 s           |
| 7e | Emmanuel Magnien   | France    | La Française des jeux | + 4 s           |
| 8e | François Simon     | France    | Bonjour               | + 4 s           |
| 9e | Stuart O'Grady     | Australie | Crédit Agricole       | + 4 s           |
| 10e | Dariusz Baranowski | Pologne   | iBanesto.com          | + 4 s           |

| \| Classement général \| Classement général \| Classement général \| Classement général \| Classement général \| \| Coureur \| Coureur \| Pays \| Équipe \| Temps \| \| ------------------ \| -------------------- \| ------------------ \| ------------------------------- \| ------------------ \| \| 1er \| Peter Van Petegem \| Belgique \| Mercury-Viatel \| 26 h 33 min 39 s \| \| 2e \| Jörg Jaksche \| Allemagne \| ONCE-Eroski \| + 11 s \| \| 3e \| Raimondas Rumšas \| Lituanie \| Fassa Bortolo \| + 15 s \| \| 4e \| Dario Frigo \| Italie \| Fassa Bortolo \| + 16 s \| \| 5e \| Andreï Tchmil \| Belgique \| Lotto-Adecco \| + 27 s \| \| 6e \| Mario Aerts \| Belgique \| Lotto-Adecco \| + 29 s \| \| 7e \| David Moncoutié \| France \| Cofidis-Le Crédit par Téléphone \| + 29 s \| \| 8e \| Alexandre Vinokourov \| Kazakhstan \| Deutsche Telekom \| + 33 s \| \| 9e \| Laurent Dufaux \| Suisse \| Saeco \| + 33 s \| \| 10e \| Patrice Halgand \| France \| Jean Delatour \| + 36 s \| |                      |            |                                 |                  |
| |                      |            |                                 |                  |
| |                      |            |                                 |                  |
| Classement général |                      |            |                                 |                  |
| Coureur | Coureur              | Pays       | Équipe                          | Temps            |
| 1er | Peter Van Petegem    | Belgique   | Mercury-Viatel                  | 26 h 33 min 39 s |
| 2e | Jörg Jaksche         | Allemagne  | ONCE-Eroski                     | + 11 s           |
| 3e | Raimondas Rumšas     | Lituanie   | Fassa Bortolo                   | + 15 s           |
| 4e | Dario Frigo          | Italie     | Fassa Bortolo                   | + 16 s           |
| 5e | Andreï Tchmil        | Belgique   | Lotto-Adecco                    | + 27 s           |
| 6e | Mario Aerts          | Belgique   | Lotto-Adecco                    | + 29 s           |
| 7e | David Moncoutié      | France     | Cofidis-Le Crédit par Téléphone | + 29 s           |
| 8e | Alexandre Vinokourov | Kazakhstan | Deutsche Telekom                | + 33 s           |
| 9e | Laurent Dufaux       | Suisse     | Saeco                           | + 33 s           |
| 10e | Patrice Halgand      | France     | Jean Delatour                   | + 36 s           |

### 5eétape
La 5e étape se déroule entre la ville de Berre-l'Étang, située dans le département des Bouches-du-Rhône et celle de Saint-Raphaël (Var), située dans le département du Var, sur une distance de 240,3 kilomètres.
| \| Classement de l'étape \| Classement de l'étape \| Classement de l'étape \| Classement de l'étape \| Classement de l'étape \| \| Coureur \| Coureur \| Pays \| Équipe \| Temps \| \| --------------------- \| --------------------- \| --------------------- \| ------------------------------- \| --------------------- \| \| 1er \| Piotr Wadecki \| Pologne \| Domo-Farm Frites-Latexco \| 6 h 24 min 12 s \| \| 2e \| Matteo Tosatto \| Italie \| Fassa Bortolo \| + 0 s \| \| 3e \| François Simon \| France \| Bonjour \| + 36 s \| \| 4e \| Emmanuel Magnien \| France \| La Française des jeux \| + 1 min 10 s \| \| 5e \| Thor Hushovd \| Norvège \| Crédit Agricole \| + 1 min 10 s \| \| 6e \| Jo Planckaert \| Belgique \| Cofidis-Le Crédit par Téléphone \| + 1 min 10 s \| \| 7e \| Fabrizio Guidi \| Italie \| Mercury-Viatel \| + 1 min 10 s \| \| 8e \| Philippe Gaumont \| France \| Cofidis-Le Crédit par Téléphone \| + 1 min 10 s \| \| 9e \| Fabien De Waele \| Belgique \| Lotto-Adecco \| + 1 min 10 s \| \| 10e \| David Etxebarria \| Espagne \| Euskaltel-Euskadi \| + 1 min 10 s \| |                  |          |                                 |                 |
| |                  |          |                                 |                 |
| |                  |          |                                 |                 |
| Classement de l'étape |                  |          |                                 |                 |
| Coureur | Coureur          | Pays     | Équipe                          | Temps           |
| 1er | Piotr Wadecki    | Pologne  | Domo-Farm Frites-Latexco        | 6 h 24 min 12 s |
| 2e | Matteo Tosatto   | Italie   | Fassa Bortolo                   | + 0 s           |
| 3e | François Simon   | France   | Bonjour                         | + 36 s          |
| 4e | Emmanuel Magnien | France   | La Française des jeux           | + 1 min 10 s    |
| 5e | Thor Hushovd     | Norvège  | Crédit Agricole                 | + 1 min 10 s    |
| 6e | Jo Planckaert    | Belgique | Cofidis-Le Crédit par Téléphone | + 1 min 10 s    |
| 7e | Fabrizio Guidi   | Italie   | Mercury-Viatel                  | + 1 min 10 s    |
| 8e | Philippe Gaumont | France   | Cofidis-Le Crédit par Téléphone | + 1 min 10 s    |
| 9e | Fabien De Waele  | Belgique | Lotto-Adecco                    | + 1 min 10 s    |
| 10e | David Etxebarria | Espagne  | Euskaltel-Euskadi               | + 1 min 10 s    |

| \| Classement général \| Classement général \| Classement général \| Classement général \| Classement général \| \| Coureur \| Coureur \| Pays \| Équipe \| Temps \| \| ------------------ \| -------------------- \| ------------------ \| ------------------------------- \| ------------------ \| \| 1er \| Peter Van Petegem \| Belgique \| Mercury-Viatel \| 26 h 33 min 39 s \| \| 2e \| Jörg Jaksche \| Allemagne \| ONCE-Eroski \| + 11 s \| \| 3e \| Raimondas Rumšas \| Lituanie \| Fassa Bortolo \| + 15 s \| \| 4e \| Dario Frigo \| Italie \| Fassa Bortolo \| + 16 s \| \| 5e \| Andreï Tchmil \| Belgique \| Lotto-Adecco \| + 27 s \| \| 6e \| Mario Aerts \| Belgique \| Lotto-Adecco \| + 29 s \| \| 7e \| David Moncoutié \| France \| Cofidis-Le Crédit par Téléphone \| + 29 s \| \| 8e \| Alexandre Vinokourov \| Kazakhstan \| Deutsche Telekom \| + 33 s \| \| 9e \| Laurent Dufaux \| Suisse \| Saeco \| + 33 s \| \| 10e \| Patrice Halgand \| France \| Jean Delatour \| + 36 s \| |                      |            |                                 |                  |
| |                      |            |                                 |                  |
| |                      |            |                                 |                  |
| Classement général |                      |            |                                 |                  |
| Coureur | Coureur              | Pays       | Équipe                          | Temps            |
| 1er | Peter Van Petegem    | Belgique   | Mercury-Viatel                  | 26 h 33 min 39 s |
| 2e | Jörg Jaksche         | Allemagne  | ONCE-Eroski                     | + 11 s           |
| 3e | Raimondas Rumšas     | Lituanie   | Fassa Bortolo                   | + 15 s           |
| 4e | Dario Frigo          | Italie     | Fassa Bortolo                   | + 16 s           |
| 5e | Andreï Tchmil        | Belgique   | Lotto-Adecco                    | + 27 s           |
| 6e | Mario Aerts          | Belgique   | Lotto-Adecco                    | + 29 s           |
| 7e | David Moncoutié      | France     | Cofidis-Le Crédit par Téléphone | + 29 s           |
| 8e | Alexandre Vinokourov | Kazakhstan | Deutsche Telekom                | + 33 s           |
| 9e | Laurent Dufaux       | Suisse     | Saeco                           | + 33 s           |
| 10e | Patrice Halgand      | France     | Jean Delatour                   | + 36 s           |

### 6eétape
La 6e étape de cette édition de Paris-Nice est disputée sous la forme d'un contre-la-montre individuel en côte entre la ville de Nice et le col d'Èze, sur une distance de 10 kilomètres.
| \| Classement de l'étape \| Classement de l'étape \| Classement de l'étape \| Classement de l'étape \| Classement de l'étape \| \| Coureur \| Coureur \| Pays \| Équipe \| Temps \| \| --------------------- \| --------------------- \| --------------------- \| ------------------------------- \| --------------------- \| \| 1er \| Dario Frigo \| Italie \| Fassa Bortolo \| 19 min 53 s \| \| 2e \| Raimondas Rumšas \| Lituanie \| Fassa Bortolo \| + 27 s \| \| 3e \| José Azevedo \| Portugal \| ONCE-Eroski \| + 41 s \| \| 4e \| David Moncoutié \| France \| Cofidis-Le Crédit par Téléphone \| + 43 s \| \| 5e \| Marcelino García \| Espagne \| CSC-World Online \| + 44 s \| \| 6e \| Alex Zülle \| Suisse \| Team Coast-Buffalo \| + 44 s \| \| 7e \| Mario Aerts \| Belgique \| Lotto-Adecco \| + 48 s \| \| 8e \| Alexandre Vinokourov \| Kazakhstan \| Deutsche Telekom \| + 53 s \| \| 9e \| Peter Van Petegem \| Belgique \| Mercury-Viatel \| + 1 min 08 s \| \| 10e \| David Etxebarria \| Espagne \| Euskaltel-Euskadi \| + 1 min 08 s \| |                      |            |                                 |              |
| |                      |            |                                 |              |
| |                      |            |                                 |              |
| Classement de l'étape |                      |            |                                 |              |
| Coureur | Coureur              | Pays       | Équipe                          | Temps        |
| 1er | Dario Frigo          | Italie     | Fassa Bortolo                   | 19 min 53 s  |
| 2e | Raimondas Rumšas     | Lituanie   | Fassa Bortolo                   | + 27 s       |
| 3e | José Azevedo         | Portugal   | ONCE-Eroski                     | + 41 s       |
| 4e | David Moncoutié      | France     | Cofidis-Le Crédit par Téléphone | + 43 s       |
| 5e | Marcelino García     | Espagne    | CSC-World Online                | + 44 s       |
| 6e | Alex Zülle           | Suisse     | Team Coast-Buffalo              | + 44 s       |
| 7e | Mario Aerts          | Belgique   | Lotto-Adecco                    | + 48 s       |
| 8e | Alexandre Vinokourov | Kazakhstan | Deutsche Telekom                | + 53 s       |
| 9e | Peter Van Petegem    | Belgique   | Mercury-Viatel                  | + 1 min 08 s |
| 10e | David Etxebarria     | Espagne    | Euskaltel-Euskadi               | + 1 min 08 s |

| \| Classement général \| Classement général \| Classement général \| Classement général \| Classement général \| \| Coureur \| Coureur \| Pays \| Équipe \| Temps \| \| ------------------ \| -------------------- \| ------------------ \| ------------------------------- \| ------------------ \| \| 1er \| Dario Frigo \| Italie \| Fassa Bortolo \| 26 h 48 min 43 s \| \| 2e \| Raimondas Rumšas \| Lituanie \| Fassa Bortolo \| + 26 s \| \| 3e \| Peter Van Petegem \| Belgique \| Mercury-Viatel \| + 52 s \| \| 4e \| David Moncoutié \| France \| Cofidis-Le Crédit par Téléphone \| + 55 s \| \| 5e \| José Azevedo \| Portugal \| ONCE-Eroski \| + 1 min 01 s \| \| 6e \| Mario Aerts \| Belgique \| Lotto-Adecco \| + 1 min 01 s \| \| 7e \| Alexandre Vinokourov \| Kazakhstan \| Deutsche Telekom \| + 1 min 10 s \| \| 8e \| Jörg Jaksche \| Allemagne \| ONCE-Eroski \| + 1 min 22 s \| \| 9e \| Tobias Steinhauser \| Allemagne \| Gerolsteiner \| + 1 min 35 s \| \| 10e \| Michele Bartoli \| Italie \| Mapei-Quick Step \| + 1 min 42 s \| |                      |            |                                 |                  |
| |                      |            |                                 |                  |
| |                      |            |                                 |                  |
| Classement général |                      |            |                                 |                  |
| Coureur | Coureur              | Pays       | Équipe                          | Temps            |
| 1er | Dario Frigo          | Italie     | Fassa Bortolo                   | 26 h 48 min 43 s |
| 2e | Raimondas Rumšas     | Lituanie   | Fassa Bortolo                   | + 26 s           |
| 3e | Peter Van Petegem    | Belgique   | Mercury-Viatel                  | + 52 s           |
| 4e | David Moncoutié      | France     | Cofidis-Le Crédit par Téléphone | + 55 s           |
| 5e | José Azevedo         | Portugal   | ONCE-Eroski                     | + 1 min 01 s     |
| 6e | Mario Aerts          | Belgique   | Lotto-Adecco                    | + 1 min 01 s     |
| 7e | Alexandre Vinokourov | Kazakhstan | Deutsche Telekom                | + 1 min 10 s     |
| 8e | Jörg Jaksche         | Allemagne  | ONCE-Eroski                     | + 1 min 22 s     |
| 9e | Tobias Steinhauser   | Allemagne  | Gerolsteiner                    | + 1 min 35 s     |
| 10e | Michele Bartoli      | Italie     | Mapei-Quick Step                | + 1 min 42 s     |

### 7eétape
La 7e étape et dernière étape est tracée sous la forme d'une boucle au tour de la ville de Nice sur une distance de 160.1 kilomètres.
| \| Classement de l'étape \| Classement de l'étape \| Classement de l'étape \| Classement de l'étape \| Classement de l'étape \| \| Coureur \| Coureur \| Pays \| Équipe \| Temps \| \| --------------------- \| --------------------- \| --------------------- \| ------------------------------- \| --------------------- \| \| 1er \| Fabrizio Guidi \| Italie \| Mercury-Viatel \| 3 h 43 min 41 s \| \| 2e \| Danilo Hondo \| Allemagne \| Deutsche Telekom \| + 0 s \| \| 3e \| Stuart O'Grady \| Australie \| Crédit Agricole \| + 0 s \| \| 4e \| Andreï Tchmil \| Belgique \| Lotto-Adecco \| + 0 s \| \| 5e \| Saulius Ruškys \| Lituanie \| Gerolsteiner \| + 0 s \| \| 6e \| Lauri Aus \| Estonie \| AG2R Prévoyance \| + 0 s \| \| 7e \| Jo Planckaert \| Belgique \| Cofidis-Le Crédit par Téléphone \| + 0 s \| \| 8e \| Fabien De Waele \| Belgique \| Lotto-Adecco \| + 0 s \| \| 9e \| Thor Hushovd \| Norvège \| Crédit Agricole \| + 0 s \| \| 10e \| Arvis Piziks \| Lettonie \| CSC-World Online \| + 0 s \| |                 |           |                                 |                 |
| |                 |           |                                 |                 |
| |                 |           |                                 |                 |
| Classement de l'étape |                 |           |                                 |                 |
| Coureur | Coureur         | Pays      | Équipe                          | Temps           |
| 1er | Fabrizio Guidi  | Italie    | Mercury-Viatel                  | 3 h 43 min 41 s |
| 2e | Danilo Hondo    | Allemagne | Deutsche Telekom                | + 0 s           |
| 3e | Stuart O'Grady  | Australie | Crédit Agricole                 | + 0 s           |
| 4e | Andreï Tchmil   | Belgique  | Lotto-Adecco                    | + 0 s           |
| 5e | Saulius Ruškys  | Lituanie  | Gerolsteiner                    | + 0 s           |
| 6e | Lauri Aus       | Estonie   | AG2R Prévoyance                 | + 0 s           |
| 7e | Jo Planckaert   | Belgique  | Cofidis-Le Crédit par Téléphone | + 0 s           |
| 8e | Fabien De Waele | Belgique  | Lotto-Adecco                    | + 0 s           |
| 9e | Thor Hushovd    | Norvège   | Crédit Agricole                 | + 0 s           |
| 10e | Arvis Piziks    | Lettonie  | CSC-World Online                | + 0 s           |

## Classements finals

### Classement général
| \| Classement général \| Classement général \| Classement général \| Classement général \| Classement général \| \| Coureur \| Coureur \| Pays \| Équipe \| Temps \| \| ------------------ \| -------------------- \| ------------------ \| ------------------------------- \| ------------------ \| \| 1er \| Dario Frigo \| Italie \| Fassa Bortolo \| 30 h 32 min 29 s \| \| 2e \| Raimondas Rumšas \| Lituanie \| Fassa Bortolo \| + 26 s \| \| 3e \| Peter Van Petegem \| Belgique \| Mercury-Viatel \| + 52 s \| \| 4e \| David Moncoutié \| France \| Cofidis-Le Crédit par Téléphone \| + 55 s \| \| 5e \| José Azevedo \| Portugal \| ONCE-Eroski \| + 1 min 01 s \| \| 6e \| Mario Aerts \| Belgique \| Lotto-Adecco \| + 1 min 01 s \| \| 7e \| Alexandre Vinokourov \| Kazakhstan \| Deutsche Telekom \| + 1 min 10 s \| \| 8e \| Jörg Jaksche \| Allemagne \| ONCE-Eroski \| + 1 min 22 s \| \| 9e \| Tobias Steinhauser \| Allemagne \| Gerolsteiner \| + 1 min 36 s \| \| 10e \| Michele Bartoli \| Italie \| Mapei-Quick Step \| + 1 min 42 s \| |                      |            |                                 |                  |
| |                      |            |                                 |                  |
| |                      |            |                                 |                  |
| Classement général |                      |            |                                 |                  |
| Coureur | Coureur              | Pays       | Équipe                          | Temps            |
| 1er | Dario Frigo          | Italie     | Fassa Bortolo                   | 30 h 32 min 29 s |
| 2e | Raimondas Rumšas     | Lituanie   | Fassa Bortolo                   | + 26 s           |
| 3e | Peter Van Petegem    | Belgique   | Mercury-Viatel                  | + 52 s           |
| 4e | David Moncoutié      | France     | Cofidis-Le Crédit par Téléphone | + 55 s           |
| 5e | José Azevedo         | Portugal   | ONCE-Eroski                     | + 1 min 01 s     |
| 6e | Mario Aerts          | Belgique   | Lotto-Adecco                    | + 1 min 01 s     |
| 7e | Alexandre Vinokourov | Kazakhstan | Deutsche Telekom                | + 1 min 10 s     |
| 8e | Jörg Jaksche         | Allemagne  | ONCE-Eroski                     | + 1 min 22 s     |
| 9e | Tobias Steinhauser   | Allemagne  | Gerolsteiner                    | + 1 min 36 s     |
| 10e | Michele Bartoli      | Italie     | Mapei-Quick Step                | + 1 min 42 s     |

### Classements annexes
| Classement par points | Classement par points | Classement par points | Classement par points           | Classement par points |
| Coureur               | Coureur               | Pays                  | Équipe                          | Points                |
| --------------------- | --------------------- | --------------------- | ------------------------------- | --------------------- |
| 1er                   | Danilo Hondo          | Allemagne             | Deutsche Telekom                | 62 pts                |
| 2e                    | Fabien De Waele       | Belgique              | Lotto-Adecco                    | 57 pts                |
| 3e                    | Peter Van Petegem     | Belgique              | Mercury-Viatel                  | 53 pts                |
| 4e                    | Stuart O'Grady        | Australie             | Crédit Agricole                 | 51 pts                |
| 5e                    | Andreï Tchmil         | Belgique              | Lotto-Adecco                    | 51 pts                |
| 6e                    | Fabrizio Guidi        | Italie                | Mercury-Viatel                  | 46 pts                |
| 7e                    | Jo Planckaert         | Belgique              | Cofidis-Le Crédit par Téléphone | 37 pts                |
| 8e                    | Dario Frigo           | Italie                | Fassa Bortolo                   | 35 pts                |
| 9e                    | Emmanuel Magnien      | France                | La Française des jeux           | 34 pts                |
| 10e                   | José Azevedo          | Portugal              | ONCE-Eroski                     | 32 pts                |

| Classement par points | Classement par points | Classement par points | Classement par points           | Classement par points |
| Coureur               | Coureur               | Pays                  | Équipe                          | Points                |
| --------------------- | --------------------- | --------------------- | ------------------------------- | --------------------- |
| 1er                   | Danilo Hondo          | Allemagne             | Deutsche Telekom                | 62 pts                |
| 2e                    | Fabien De Waele       | Belgique              | Lotto-Adecco                    | 57 pts                |
| 3e                    | Peter Van Petegem     | Belgique              | Mercury-Viatel                  | 53 pts                |
| 4e                    | Stuart O'Grady        | Australie             | Crédit Agricole                 | 51 pts                |
| 5e                    | Andreï Tchmil         | Belgique              | Lotto-Adecco                    | 51 pts                |
| 6e                    | Fabrizio Guidi        | Italie                | Mercury-Viatel                  | 46 pts                |
| 7e                    | Jo Planckaert         | Belgique              | Cofidis-Le Crédit par Téléphone | 37 pts                |
| 8e                    | Dario Frigo           | Italie                | Fassa Bortolo                   | 35 pts                |
| 9e                    | Emmanuel Magnien      | France                | La Française des jeux           | 34 pts                |
| 10e                   | José Azevedo          | Portugal              | ONCE-Eroski                     | 32 pts                |

| Classement de la montagne | Classement de la montagne | Classement de la montagne | Classement de la montagne | Classement de la montagne |
| Coureur                   | Coureur                   | Pays                      | Équipe                    | Points                    |
| ------------------------- | ------------------------- | ------------------------- | ------------------------- | ------------------------- |
| 1er                       | Piotr Wadecki             | Pologne                   | Domo-Farm Frites-Latexco  | 65 pts                    |
| 2e                        | Matteo Tosatto            | Italie                    | Fassa Bortolo             | 56 pts                    |
| 3e                        | Patrice Halgand           | France                    | Jean Delatour             | 53 pts                    |
| 4e                        | Nicolas Vogondy           | France                    | La Française des jeux     | 42 pts                    |
| 5e                        | Marcelino García          | Espagne                   | CSC-World Online          | 38 pts                    |
| 6e                        | Francisco Mancebo         | Espagne                   | iBanesto.com              | 30 pts                    |
| 7e                        | José Alberto Martínez     | Espagne                   | Euskaltel-Euskadi         | 29 pts                    |
| 8e                        | Lauri Aus                 | Estonie                   | AG2R Prévoyance           | 25 pts                    |
| 9e                        | Jérôme Bernard            | France                    | Jean Delatour             | 20 pts                    |
| 10e                       | Íñigo Chaurreau           | Espagne                   | Euskaltel-Euskadi         | 20 pts                    |

| Classement de la montagne | Classement de la montagne | Classement de la montagne | Classement de la montagne | Classement de la montagne |
| Coureur                   | Coureur                   | Pays                      | Équipe                    | Points                    |
| ------------------------- | ------------------------- | ------------------------- | ------------------------- | ------------------------- |
| 1er                       | Piotr Wadecki             | Pologne                   | Domo-Farm Frites-Latexco  | 65 pts                    |
| 2e                        | Matteo Tosatto            | Italie                    | Fassa Bortolo             | 56 pts                    |
| 3e                        | Patrice Halgand           | France                    | Jean Delatour             | 53 pts                    |
| 4e                        | Nicolas Vogondy           | France                    | La Française des jeux     | 42 pts                    |
| 5e                        | Marcelino García          | Espagne                   | CSC-World Online          | 38 pts                    |
| 6e                        | Francisco Mancebo         | Espagne                   | iBanesto.com              | 30 pts                    |
| 7e                        | José Alberto Martínez     | Espagne                   | Euskaltel-Euskadi         | 29 pts                    |
| 8e                        | Lauri Aus                 | Estonie                   | AG2R Prévoyance           | 25 pts                    |
| 9e                        | Jérôme Bernard            | France                    | Jean Delatour             | 20 pts                    |
| 10e                       | Íñigo Chaurreau           | Espagne                   | Euskaltel-Euskadi         | 20 pts                    |

| Classement par équipes | Classement par équipes          | Classement par équipes | Classement par équipes |
| Équipe                 | Équipe                          | Pays                   | Temps                  |
| ---------------------- | ------------------------------- | ---------------------- | ---------------------- |
| 1re                    | ONCE-Eroski                     | Espagne                | 91 h 42 min 47 s       |
| 2e                     | Lotto-Adecco                    | Belgique               | + 1 min 41 s           |
| 3e                     | Jean Delatour                   | France                 | + 1 min 52 s           |
| 4e                     | Cofidis-Le Crédit par Téléphone | France                 | + 1 min 58 s           |
| 5e                     | Euskaltel-Euskadi               | Espagne                | + 3 min 19 s           |
| 6e                     | Fassa Bortolo                   | Italie                 | + 5 min 04 s           |
| 7e                     | Domo-Farm Frites-Latexco        | Belgique               | + 5 min 47 s           |
| 8e                     | Coast-Buffalo                   | Allemagne              | + 6 min 28 s           |
| 9e                     | Crédit agricole                 | France                 | + 6 min 49 s           |
| 10e                    | Mapei-Quick Step                | Italie                 | + 8 min 59 s           |

| Classement par équipes | Classement par équipes          | Classement par équipes | Classement par équipes |
| Équipe                 | Équipe                          | Pays                   | Temps                  |
| ---------------------- | ------------------------------- | ---------------------- | ---------------------- |
| 1re                    | ONCE-Eroski                     | Espagne                | 91 h 42 min 47 s       |
| 2e                     | Lotto-Adecco                    | Belgique               | + 1 min 41 s           |
| 3e                     | Jean Delatour                   | France                 | + 1 min 52 s           |
| 4e                     | Cofidis-Le Crédit par Téléphone | France                 | + 1 min 58 s           |
| 5e                     | Euskaltel-Euskadi               | Espagne                | + 3 min 19 s           |
| 6e                     | Fassa Bortolo                   | Italie                 | + 5 min 04 s           |
| 7e                     | Domo-Farm Frites-Latexco        | Belgique               | + 5 min 47 s           |
| 8e                     | Coast-Buffalo                   | Allemagne              | + 6 min 28 s           |
| 9e                     | Crédit agricole                 | France                 | + 6 min 49 s           |
| 10e                    | Mapei-Quick Step                | Italie                 | + 8 min 59 s           |

## Évolution des classements
| Étape              | Vainqueur          | Classement général | Classement par points | Grand Prix de la montagne | Classement du plus combatif | Classement par équipes |
| ------------------ | ------------------ | ------------------ | --------------------- | ------------------------- | --------------------------- | ---------------------- |
| Prologue           | Nico Mattan        | Nico Mattan        |                       |                           |                             |                        |
| 1                  | Fabien De Waele    | Nico Mattan        |                       |                           |                             |                        |
| 2                  | Peter Van Petegem  | Peter Van Petegem  | Peter Van Petegem     | Jérôme Bernard            |                             | ONCE-Eroski            |
| 3                  | Jans Koerts        | Peter Van Petegem  | Danilo Hondo          | Jérôme Bernard            |                             | ONCE-Eroski            |
| 4                  | Alex Zülle         | Peter Van Petegem  | Peter Van Petegem     | Nicolas Vogondy           |                             | ONCE-Eroski            |
| 5                  | Piotr Wadecki      | Peter Van Petegem  | Peter Van Petegem     | Piotr Wadecki             |                             | ONCE-Eroski            |
| 6                  | Dario Frigo        | Dario Frigo        | Peter Van Petegem     | Piotr Wadecki             |                             | ONCE-Eroski            |
| 7                  | Fabrizio Guidi     | Dario Frigo        | Danilo Hondo          | Piotr Wadecki             |                             | ONCE-Eroski            |
| Classements finals | Classements finals | Dario Frigo        | Danilo Hondo          | Piotr Wadecki             |                             | ONCE-Eroski            |